# Alle unter einem Dach
Alle unter einem Dach (Originaltitel: Family Matters, zu deutsch „Familienangelegenheiten“, aber auch „Die Familie zählt/ist wichtig“) ist eine US-amerikanische Sitcom, die von 1989 bis 1998 in den Vereinigten Staaten und ab 1995 in Deutschland lief. Sie ist ein Ableger der Serie Ein Grieche erobert Chicago (Perfect Strangers).

## Inhalt
Die afroamerikanische mittelständische Familie Winslow wohnt in einem Vorort der amerikanischen Großstadt Chicago neben ihren Nachbarn, den Urkels und den Niedermeyers. In der Familie Winslow herrschen recht konservativ geprägte Verhaltensmuster. In jeder Folge führen typische Verhaltensmerkmale der handelnden Personen zu Problemen, die es zu lösen gilt. Im Gegensatz zu den meisten anderen Sitcoms sind viele dramatische und ernst gemeinte Elemente vorzufinden. Dazu zählen in vereinzelten Episoden sozialkritische Themen wie Rassismus, Waffenbesitz, Sexualität, Gleichberechtigung, Chauvinismus, Emanzipation, Rollenbilder, die Frage nach „Was ist richtig, was ist falsch?“ oder auch Alkoholkonsum. Trotz der ernsten Elemente werden diese Themen immer mit humorvollen Komponenten begleitet. Letztlich werden alle auftretenden Probleme durch den Zusammenhalt der Familie gelöst.
Ebenfalls fällt bei Alle unter einem Dach ein häufiges Abgleiten in das Science-Fiction-Genre auf, zum Beispiel in Form einer der von Urkel entwickelten Erfindungen.
Mit ihren 215 Episoden in insgesamt neun Staffeln gehört die Serie zu den erfolgreichsten Sitcoms. Sie wurde von Warner Bros. Television produziert.
Der Hauptanteil des Erfolgs ist auf die heimliche Hauptfigur Steven Q. Urkel zurückzuführen, dessen unabsichtlich chaotisches Verhalten eine einzigartig skurrile Komik herbeiführt.

## Figuren
Carl Winslow
Carl Otis Winslow ist Vater und Hausherr der Familie Winslow. Er arbeitet bei der Chicagoer Polizei und hat mit seiner Frau Harriette drei Kinder. Seine meistens humorvolle Art und seine beinahe künstlichen Aufreger gegenüber Steve Urkel machen ihn dem Zuschauer sympathisch. Er wird in Sachen Essen, Sport und Chauvinismus als Stereotyp des amerikanischen Mannes dargestellt, der aber pflichtbewusst, tolerant und vernünftig ist und diese Eigenschaften besonders an seinen Sohn Eddie weitergibt.
Harriette Winslow
Harriette Winslow ist zeitweise Hausfrau, aber auch Fahrstuhlführerin, oder Angestellte in einem Kaufhaus, und die Ehefrau von Carl. Im Gegensatz zu ihrem Mann regt sie sich seltener auf und hat ein recht gutes Verhältnis zu Steve. Wenn die Familie aus den Fugen gerät, ist sie meistens diejenige, die die Oberhand behält.
Estelle Winslow
Estelle Winslow ist Carls Mutter und lebt auch im Hause der Winslows. Für ihr hohes Alter (die Rede ist meistens von über 80 Jahren) verhält sie sich aber eher pubertär und macht vor allem über das Gewicht ihres Sohns häufig ironische Witze. Zudem geht sie verschiedenen sportlichen Aktivitäten nach (z. B. Bungee-Jumping, Motorradfahren, Fallschirmspringen oder Kung Fu), die nach Meinung von Carl unpassend für ihr Alter sind. Doch trotz aller Defizite lieben sich Sohn und Mutter sehr. Ferner hat auch sie ein gutes Verhältnis zu Steve und ist mit ihm trotz seines Verhaltens ausgesprochen geduldig.
Laura Winslow
Laura Lee Winslow ist die Tochter von Carl und Harriette und ein normaler amerikanischer Teenager. Sie ist meistens damit beschäftigt, Steve von sich fernzuhalten, da er ihr durch sein Verhalten und sein unablässiges, bisweilen skurriles Buhlen um ihr Herz auf die Nerven geht, wie den meisten anderen Menschen auch. Laura ist sehr intelligent, mit wenigen Ausnahmen sehr vernünftig und sehr selbstbewusst, was sich darin widerspiegelt, dass sie sich immer wieder aktiv und anführend für außerschulische Aktivitäten wie Cheerleading oder wohltätige Zwecke starkmacht. Sie ist sehr auf ihr Äußeres bedacht und hat eine Schwäche für gut aussehende Jungs, mit denen sie zu Steves Missfallen hin und wieder kleinere Liebeleien hat. Ihre besten Freundinnen sind zuerst Penny und später insbesondere Maxine, mit der sie äußerst innig befreundet ist. Im Laufe der Serie lernt sie Steves Alter Ego Stefan Urquelle (der viel cooler ist als er) kennen und verliebt sich in ihn. Sie verloben sich sogar in Disneyland. Doch Stefan muss sich wieder in Steve verwandeln. Erst durch den Klonzwischenfall kommen sie – diesmal dauerhaft – wieder zusammen. Gegen Ende der neunten Staffel wendet sich das Blatt und Laura entwickelt ernsthafte Gefühle für Steve Urkel. Am Ende der neunten Staffel verloben sie sich und wollen heiraten.
Edward „Eddie“ Winslow
Edward „Eddie“ James Arthur Winslow ist der große Bruder von Laura und ebenfalls ein durchschnittlicher Teenager. Er hat besonders zu seinem Vater ein gutes Verhältnis, das aber immer wieder in Konflikten um seine Zukunftsperspektiven, pubertäre Dummheiten wie zu spätes Nachhausekommen, illegale Wetten und andere Verlockungen am Rande der Legalität sowie deren erfolglose Verheimlichungsversuche auf eine harte Probe gestellt wird. Auch gegen Steve Urkel hat er nichts, wenn es seinem Image nicht schadet. Er gibt sich gerne cool und ist auch der Frauenwelt sehr zugetan, jedoch findet er erst nach mehreren kurzen Liebeleien am Ende der Serie mit Greta McClure die richtige Frau an seiner Seite. Von den beharrlichen und aufdringlichen Avancen seitens Steves Cousine Myrtle Urkel fühlt er sich hingegen belästigt. Er ist ein Gesangstalent, ein begnadeter Basketballspieler und in einigen Nebenberufen, besonders bei der Hot-Dog-Kette Mighty Weenie, sehr erfolgreich. Seine besten Freunde sind zuerst Rodney und später Waldo und Weasel. Nachdem er das College abgebrochen hat, geht er zur Polizeiakademie, die er erfolgreich absolviert.
Judy Winslow
Judy Winslow ist die jüngste Tochter von Carl und Harriette. Sie wurde bereits in der vierten Staffel wieder aus der Serie herausgeschrieben.
Rachel Crawford
Rachel Crawford ist die jüngere Schwester von Harriette, ist verwitwet (ihr Mann Robert ist verstorben) und muss aufgrund eines Räumungsverkaufs mit ihrem Sohn Richard, genannt Richie, bei den Winslows wohnen (daher auch die deutsche Bezeichnung „Alle unter einem Dach“). Sie will Schriftstellerin werden, hat aber keinen Erfolg, übernimmt dann das durch Steve bei einem Kochunfall abgebrannte Leroy’s Diner und eröffnet es mit Hilfe der Familie Winslow als Rachel’s Place, wo auch Laura und Steve eine Anstellung finden, neu. Rachel ist Hauptcharakter der ersten vier Staffeln, verlässt die Serie aber für die schon nach zwei Staffeln abgesetzte Sitcom Getting By, und tritt in den Staffeln 6 und 9 noch ein paar Mal auf.
Richie Crawford
Richie Crawford ist der Sohn von Rachel und spielt eine eher untergeordnete Rolle in der Serie. Oft bringt ihn sein kindliches Verhalten in Schwierigkeiten. Richie versteht sich außerdem ausgezeichnet mit Steve.
Waldo Faldo
Waldo Geraldo Faldo ist der beste Freund von Eddie. Er ist nicht sehr intelligent, dafür aber ein außerordentlich talentierter Koch, sehr vernünftig, aufrichtig und eine treue Seele, was vor allem seine Freundin, die schöne Maxine, sehr schätzt und seine Defizite akzeptiert. Ruft man ihn, antwortet er immer instinktiv mit „Was gibt’s?“.
Steve Urkel

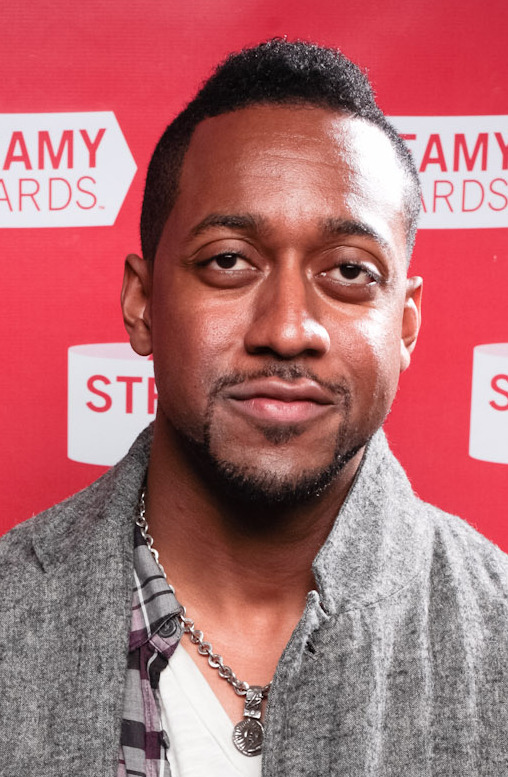
Jaleel White, Darsteller der Figur Steve Urkel (2010)

Steven „Steve“ Quincy Urkel ist der Nachbarssohn und besucht die Familie regelmäßig in jeder Folge (abgesehen von den ersten Episoden), bevor er ab der 7. Staffel komplett bei ihnen einzieht. In der 1. Staffel, Folge 4 („Romantik zu dritt“) hat Steve Urkel seinen ersten Gastauftritt, ehe er aufgrund großer Beliebtheit bei den Zuschauern ab Folge 12 der 1. Staffel („Rendezvous mit drei Verehrern“) zur Hauptrolle umgeschrieben wurde. Steve tritt extrem nervig und zuweilen respektlos gegenüber Erwachsenen auf. Dies äußert sich vor allem in einer gewissen Übergriffigkeit und Distanzlosigkeit und weniger in offen aggressivem oder aufsässigem, bewusst-frechem Verhalten oder Auftreten. Viel eher ist sein Verhalten einer Mischung aus sozialer Inkompetenz, Tollpatschigkeit und kindlicher Naivität geschuldet, als durch Böswilligkeit oder bewusste Missachtung motiviert. Aufgrund seiner körperlich schmächtigen Erscheinung und seiner seltsamen Angewohnheiten und Hobbys wird er allzu oft von den Winslows, den Mitschülern und der Lehrerschaft als Plage und Außenseiter angesehen, selbst seine Eltern scheinen ihn zu meiden und loswerden zu wollen. Sein Aussehen und seine Bekleidung (speziell die Hochwasserhosen, die Hosenträger und die viel zu große Brille) sowie sein extrem tollpatschiges Verhalten, seine hohe Stimme und sein sonderbares Lachen machen ihn zur Hauptattraktion der Serie. Den obligatorischen Spruch „War ich das etwa?“ (im englischen Original: „Did I do that?“) sagt er immer dann, wenn er wieder etwas durch seine Tollpatschigkeit kaputt gemacht hat, oft auch infolge von Defekten seiner mehr oder weniger nützlichen Erfindungen, die er entweder selbst ausprobiert oder die Winslows, insbesondere Carl, dazu nötigt.
Als äußerst intelligentem Menschen gelingt es Steve, sich mit einer selbst erfundenen Transformationsmaschine kurzzeitig in einen „coolen Typen“, genannt Stefan Urquelle, zu verwandeln. Stefan wurde später als eigenständige Figur etabliert. Des Weiteren erfindet er eine Teleportationsplattform und eine Klonmaschine.
Steve fährt eine BMW Isetta, spielt leidenschaftlich gern Akkordeon und ist ein großer Freund der Polka. Er sammelt auch Käfer und ist in mehreren Folgen mit Insektengläsern zu sehen (z. B. Turbotermiten, die das Haus, in das Eddie eingezogen ist, verwüsten). Außerdem hat er eine Vorliebe für Käse.
Seit frühester Kindheit ist er unsterblich in Laura Winslow verliebt und versucht zu Lauras extremem Missfallen unbeirrt, ihr Herz zu erobern und sie auch für viele seiner Hobbys zu begeistern. Jene Hobbys und Angewohnheiten ziehen aber ab Mitte der Serie im Gegensatz zu Laura die ebenfalls sehr hübsche Myra Monkhouse magisch an, ebenso Steves Intelligenz, was ihn dazu bewegt, zeitweise mit Myra eine Beziehung einzugehen, ohne jedoch, sehr zu Myras Missfallen, ganz die Gefühle für Laura zu verlieren. Am Ende der Serie gelingt es ihm jedoch, den Kampf um Lauras Gunst gegen sein selbst erschaffenes Alter Ego Stefan Urquelle zu gewinnen, und er verlobt sich mit ihr.
Als wichtige Stütze der Handlung dient, dass Steve trotz seiner vielen negativen Eigenschaften und seines zum Teil abnormalen Verhaltens sozial engagiert, ehrlich und aufrichtig ist und einen ausgeprägten Gerechtigkeitssinn hat.
Stefan Urquelle
Im Finale von Staffel 7 gelingt es Steve, sich mit einer Maschine zu klonen. Weil alle Beteiligten der Meinung sind, dass zwei Steve Urkels unerträglich sind, entscheidet der Klon, sich dauerhaft in Stefan Urquelle zu verwandeln. Dieser tritt fortan in unregelmäßigen Abständen in Erscheinung.
Myra Monkhouse
Myra Monkhouse tritt erst in den späteren Staffeln der Serie auf. Sie ist hoffnungslos in Steve verliebt, dieser lässt sich aber erst ab Folge 6.09 ernsthaft mit ihr ein.
3J
3J – kurz für Jerry Jamal Jameson – ist der beste Freund von Richie und hat ebenfalls ein außerordentliches Talent, für Probleme zu sorgen. Im Verlauf der Serie soll er von den Winslows adoptiert werden.

## Besetzung und Synchronisation
Die deutschsprachige Vertonung fand bei der Rainer Brandt Filmproductions GmbH in Berlin statt. Rainer Brandt und Horst Müller schrieben die Dialogbücher, Müller führte zudem mit Thomas Wolff die Dialogregie.
| Rolle                    | Schauspieler                                                                   | Synchronsprecher                                             | Zeitraum             | Zusatzinformationen                                                              |
| ------------------------ | ------------------------------------------------------------------------------ | ------------------------------------------------------------ | -------------------- | -------------------------------------------------------------------------------- |
| Hauptdarsteller          |                                                                                |                                                              |                      |                                                                                  |
| Carl Winslow             | Reginald VelJohnson                                                            | Helmut Krauss                                                | Staffel 1–9          |                                                                                  |
| Harriette Winslow        | Jo Marie Payton-Noble (1.01 bis 9.11) Judyann Elder (9.14 bis 9.22)            | Karin Schröder (1. Stimme) Sonja Deutsch (2. Stimme)         | Staffel 1–9          | Die Darstellerin wurde im Laufe der finalen Staffel ausgetauscht                 |
| Edward „Eddie“ Winslow   | Darius McCrary                                                                 | Frank Schröder                                               | Staffel 1–9          |                                                                                  |
| Laura Winslow            | Kellie Shanygne Williams                                                       | Ghadah Al-Akel (1. Stimme) Andrea Kathrin Loewig (2. Stimme) | Staffel 1–9          |                                                                                  |
| Steve Urkel              | Jaleel White                                                                   | Santiago Ziesmer                                             | Staffel 1–9          | Hat in Folge 1.12 seinen ersten Auftritt und wurde zur prägenden Figur der Serie |
| Estelle „Mutter“ Winslow | Rosetta LeNoire                                                                | Barbara Ratthey                                              | Staffel 1–8          |                                                                                  |
| Rachel Crawford          | Telma Hopkins                                                                  | Andrea Aust                                                  | Staffel 1–4, 6 und 9 | In Staffel 6 und 9 nur Gastauftritte                                             |
| Richie Crawford          | Joseph & Julius Wright (Staffel 1) Bryton McClure (Staffel 2–9)                | Timo Plümicke (Staffel 2–7) Fabian Hollwitz (Staffel 8–9)    | Staffel 1–9          | In Staffel 1 ein Baby und daher keine Sprechrolle                                |
| Nebendarsteller          |                                                                                |                                                              |                      |                                                                                  |
| Judy Winslow             | Valerie Jones (1.01) Jaimee Foxworth                                           | Daniela Reidies                                              | Staffel 1–4          | Die Figur wurde aus der Serie geschrieben                                        |
| Waldo Geraldo Faldo      | Shawn Harrison                                                                 | Bernhard Völger                                              | Staffel 2–7          | Sowie Komparsenauftritt in Staffel 1                                             |
| Maxine Johnson           | Cherie Johnson                                                                 | Melanie Haggège                                              | Staffel 2–9          |                                                                                  |
| Myra Monkhouse           | Michelle Thomas                                                                | Bianca Krahl                                                 | Staffel 4–9          | Michelle Thomas verstarb im Alter von nur 30 Jahren an Magenkrebs                |
| 3J                       | Orlando Brown                                                                  |                                                              | Staffel 7–9          |                                                                                  |
| Fletcher Thomas          | Arnold Johnson (Staffel 2–5) Whitman Mayo (Staffel 6) Ed Cambridge (Staffel 7) | Hans Nitschke                                                | Staffel 2–7          |                                                                                  |
| Greta McClure            | Tammy Townsend                                                                 | Nana Spier                                                   | Staffel 6–9          | Sowie Komparsenauftritt in Staffel 3                                             |
| Curtis                   | Juan Pope                                                                      |                                                              | Staffel 7–8          | Sowie Komparsenauftritte in Staffel 3 und 4                                      |
| Alex Parks (Weasel)      | Shavar Ross                                                                    | Simon Jäger                                                  | Staffel 4–5          |                                                                                  |
| Vonda Mahoney            | Danielle Nicolet                                                               |                                                              | Staffel 3–4          |                                                                                  |
| Gwendolyn                | Naya Rivera                                                                    |                                                              | Staffel 4            |                                                                                  |
| Lt. Lieu Murtaugh        | Barry Jenner                                                                   | Bodo Wolf                                                    | Staffel 2–4          |                                                                                  |
| Captain Savage           | Sherman Hemsley                                                                |                                                              | Staffel 6            |                                                                                  |
| Commissioner Geiss       | Dick O’Neill                                                                   |                                                              | Staffel 8–9          |                                                                                  |
| Nick Niedermeyer         | Ron Orbach                                                                     |                                                              | Staffel 7–8          |                                                                                  |
| Direktor Shimata         | Clyde Kusatsu                                                                  | Klaus Jepsen                                                 | Staffel 2–5          |                                                                                  |
| Mr. Looney               | Tom Poston                                                                     |                                                              | Staffel 5–6          |                                                                                  |
| Dave McClure             | Ron Canada                                                                     | Bodo Wolf                                                    | Staffel 6–7          |                                                                                  |
| Gastauftritte (Auswahl)  |                                                                                |                                                              |                      |                                                                                  |
| Bones                    | Bubba Smith                                                                    | Tilo Schmitz                                                 | 5.05                 | Bekannt als Hightower aus Police Academy                                         |
| Sergeant Shishka         | David Graf                                                                     |                                                              | 4.07                 | Bekannt als Tackleberry aus Police Academy                                       |
| Grandmama                | Larry Johnson                                                                  |                                                              | 5.07                 | Ehemaliger Basketballspieler der Charlotte Hornets                               |
| Mr. Tanaka               | Pat Morita                                                                     |                                                              | 9.12                 | Bekannt als Mr. Miyagi aus Karate Kid                                            |
| Skull                    | Jason David Frank                                                              | Asad Schwarz                                                 | 8.08                 | Bekannt aus der Serie Power Rangers                                              |
| John                     | Terrence Howard                                                                |                                                              | 5.20                 |                                                                                  |
| Sie selbst               | the Bushwackers                                                                |                                                              | 5.18                 | Ehemaliges Wrestling-Team der WWF                                                |
| Sie selbst               | All-4-One                                                                      |                                                              | 6.24                 | US-amerikanische Band, bekannt durch I Swear                                     |
| Er selbst                | Johnny Gill                                                                    |                                                              | 3.20                 | US-amerikanischer Sänger                                                         |
| Tante Oona               | Donna Summer                                                                   |                                                              | 5.23, 8.22           | US-amerikanische Sängerin und Songschreiberin                                    |
| Er selbst                | Dave Koz                                                                       |                                                              | 4.14                 | US-amerikanischer Saxophonist                                                    |
| Sie selbst               | Tracie Spencer                                                                 |                                                              | 4.15                 | US-amerikanische Sängerin                                                        |
| Sie selbst               | Portrait                                                                       |                                                              | 4.23                 | US-amerikanische Band                                                            |
| Sie selbst               | Shanice                                                                        |                                                              | 5.13                 | US-amerikanische Sängerin                                                        |
| Sie selbst               | Shai                                                                           |                                                              | 5.15                 | US-amerikanische Band                                                            |
| Er selbst                | Freddie Jackson                                                                |                                                              | 5.24                 | US-amerikanischer Sänger                                                         |
| Er selbst                | Ziggy Marley                                                                   |                                                              | 7.05                 | jamaikanischer Sänger                                                            |
| Sie selbst               | Immature                                                                       |                                                              | 7.22                 | US-amerikanische Band                                                            |
| Sie selbst               | New Edition                                                                    |                                                              | 8.09                 | US-amerikanische Band                                                            |
| Sie selbst               | Missy Elliott                                                                  |                                                              | 9.10                 | US-amerikanische Rapperin                                                        |
| Er selbst                | Johnnie Cochran                                                                |                                                              | 9.13                 | US-amerikanischer Rechtsanwalt                                                   |

## Auszeichnungen
- Die Serie war für die Folge Der doppelte Steve für den Emmy Award in der Kategorie Beste visuellen Effekte nominiert.
- Komponist Bennett Salvay gewann 1991 und 1992 jeweils den BMI Film & TV Award für die beste Musik.
- Jaleel White konnte 1994, 1995 und 1997 den NAACP Image Award gewinnen. Zudem war er 1996 nominiert.
- Alle unter einem Dach gewann insgesamt drei Young Artist Awards und war elf weitere Male nominiert.[2]

## Sonstiges
- In den ersten vier Staffeln der Serie hatten die Winslows eine weitere Tochter namens Judy (Jaimee Foxworth). Aufgrund der mangelnden Popularität der Figur war Judy immer weniger zu sehen, ehe sie gegen Ende der vierten Staffel noch der Hochzeit von Estelle und Fletcher beiwohnte und dann nie wieder gesehen oder erwähnt wurde.
- Vor den ersten Aufnahmen als Steve Urkel suchte Jaleel White nach einer typischen Streberbrille/Eierkopfbrille (schwarz mit Klebeband um den Nasensteg). Da er jedoch nichts Passendes fand, gab ihm sein Vater, ein Zahnarzt, seine Schutzbrille, die bekannte Urkel-Brille. Er wollte sich später die ursprünglich geplante Brille beschaffen, jedoch gefiel dem Team sein „Hornbrillen-Look“ so gut, dass die Urkel-Brille blieb.
- Die Rolle des Steve Urkel wurde nach einem Freund eines Produzenten benannt. Ursprünglich sollte sie nur in den Anfangsfolgen zu sehen sein.
- Die hohe Stimme, die Hochwasserhosen und der merkwürdige Gang mit den ausgestellten Ellbogen gelten als Ideen von Jaleel White. Nachdem Jaleel White während der dritten Staffel in den Stimmbruch geraten war, wurde es immer schwieriger für ihn, die Stimmlage von Steve Urkel zu halten. Dadurch wirkte die Stimme im weiteren Verlauf der Serie immer merkwürdiger. Santiago Ziesmer, die deutsche Synchronstimme, verstellt seine Stimme so, wie man sie später bei der Cartoonfigur SpongeBob Schwammkopf hören kann. Bei Stefan Urquelle hört man Ziesmers „normale“ Stimme.
- Die Figur Steve Urkel wurde so populär, dass man mehrere Merchandise-Artikel veröffentlichte, zu denen auch Karten und Bücher gehören.
- Neben der Rolle als Steve Urkel ist Jaleel White in drei Doppelrollen zu sehen: Stefan Urquelle, Myrtle Urkel (Steves Cousine) und O.G.D. (Steves Cousin).
- Jaleel White hat als Steve Urkel verschiedene Cameo-Auftritte in folgenden Serien:
  - Full House, Staffel 4, Folge 16: Steph trickst alle aus
  - Eine starke Familie, Staffel 1, Folge 2: Der Tanzball; Staffel 7, Folge 2: Der Weg zum Ruhm
  - Meego – Ein Alien als Kindermädchen, Staffel 1, Folge 2: Geld oder Liebe
  - Eine Gastrolle in Miami Vice wurde Jaleel White angeboten, doch er lehnte ab.
- Alle unter einem Dach wurde nach der achten Staffel von ABC abgesetzt. Der Fernsehsender CBS übernahm die Serie und strahlte die neunte (letzte) Staffel aus.
- Reginald VelJohnson ist der einzige Darsteller, der in allen 215 Episoden auftrat.
- In jeder Staffel gibt es eine Folge, in der die gesamte Einrichtung zertrümmert wird.